# Mariacarla Boscono

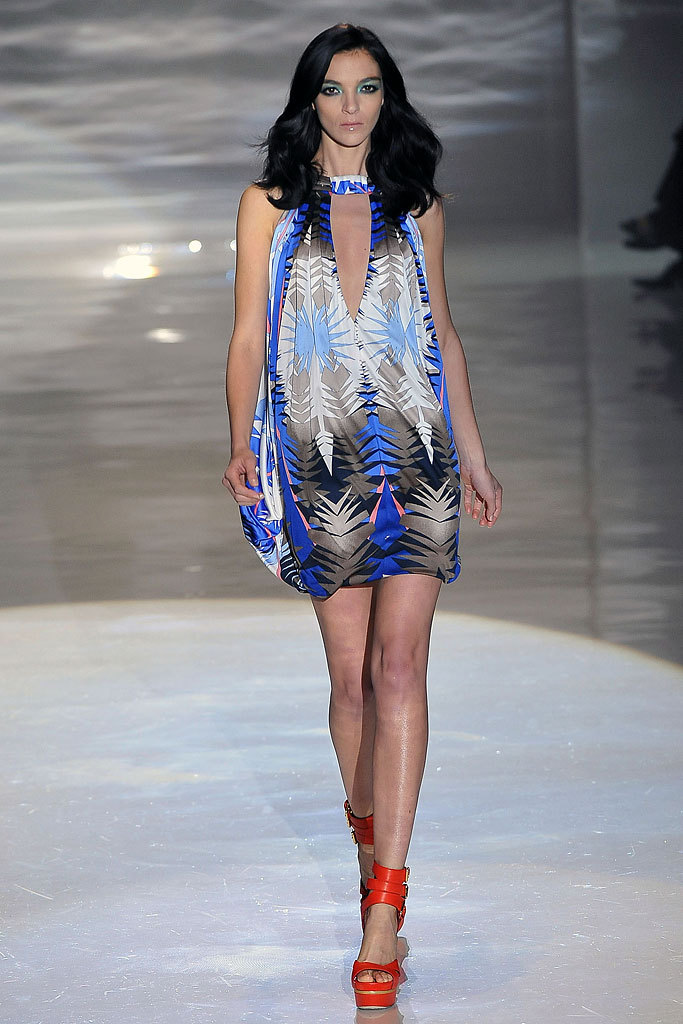
Mariacarla Boscono (2009)

Mariacarla Boscono (* 20. September 1980 in Rom) ist ein italienisches Fotomodell.

## Leben
Boscono wurde Anfang der 2000er Jahre berühmt und lief auf den Laufstegen der wichtigsten internationalen Modewochen und -festivals, darunter die Mailänder Modewoche, die New Yorker und die Pariser Modewoche, die Met Gala und das Filmfestival von Venedig. Im Jahr 2005 lief sie in einem Zeitraum von zwei Wochen über siebzig Laufstege in drei verschiedenen Städten (Mailand, New York City, Paris) und stellte damit einen Weltrekord auf.
Die Vogue Paris erklärte sie zu einem der 30 besten Models der 2000er Jahre, und 2005 verdiente sie schätzungsweise 3.500.000 Dollar in einem Jahr, was ihr einen Platz auf der Forbes-Liste der 15 bestverdienenden Supermodels der Welt einbrachte. Models.com hat Boscono in ihre Icons List aufgenommen, eine Rangliste der zwanzig Supermodels, die in der Modebranche als Ikonen gelten.
Im August 2012 gab Mariacarla die Geburt ihrer Tochter bekannt. Sie ist alleinerziehende Mutter.
Von 2019 bis Juli 2020 war sie mit dem italienisch-tunesischen Rapper Ghali liiert, der ihr den Song „Barcellona“ widmete.

## Karriere

### Modelling
Boscono wurde im Alter von 15 Jahren von dem Modelagenten Piero Piazzi entdeckt, der sie bei der Agentur Ricardo Gay in Mailand unter Vertrag nahm. Ihre ersten Laufstegauftritte hatte sie 1997 für Laura Biagiotti und Alberta Ferretti. Ende der 1990er Jahre lief sie für italienische und internationale Stylisten wie Gai Mattiolo, Rocco Barocco, Fausto Sarli, Paul Smith, Issey Miyake, Vivienne Westwood und Guy Laroche. Boscono wurde später außerdem von Karl Lagerfeld entdeckt und wurde zu einem der Lieblingsmodelle des Stylisten. Wenig später stieg Boscono zu einem international bekannten Model auf, das mehrmals auf dem Cover der Vogue zu sehen war und bei vielen High-Fashion-Laufstegshows der ersten 00er Jahre für Armani, Dolce & Gabbana, Escada, Gianfranco Ferré, Alessandro Dell’Acqua, Michael Kors und Alberta Ferretti lief.
Während der Modesaison 2005 lief Boscono auf über siebzig Modenschauen in New York City, Mailand und Paris. 2005 wurde sie als Nachfolgerin von Kate Moss zur Sprecherin von H&M ernannt. Boscono war sowohl in der Herbst/Winter 2007- als auch in der Frühjahr/Sommer 2007-Saison nicht auf den Laufstegen zu sehen. Ab 2008 kehrte Boscono bei der Herbst/Winter 2008 Couture-Kollektion von Dior in Paris auf die Laufstege zurück. Sie war das einzige Gesicht der Werbekampagnen von Emilio Pucci, Hermès, John Galliano und Moschino und lief für Marken wie Gucci, Dolce & Gabbana, Fendi, Versace, Yves Saint Laurent und Jean Paul Gaultier. Im November 2008 unterschrieb sie einen Vertrag für das neue Moschino-Parfüm „Glamour“, fotografiert von Patrick Demarchelier, und sie wurde das neue Gesicht der Dolce & Gabbana Frühjahr/Sommer 2009 Werbekampagne mit dem brasilianischen Model Caroline Trentini und dem amerikanischen Model Karlie Kloss. Sie posierte in Afrika für den Pirelli-Kalender 2009 von Peter Beard. Im Jahr 2009 wurde sie das Gesicht der Frühjahr/Sommer 2009 Werbekampagnen von Dolce & Gabbana und Givenchy. Sie war das Gesicht der Werbekampagnen für Herbst/Winter 2009 von Salvatore Ferragamo, Gianfranco Ferré und Dolce & Gabbana.
2011 wurde sie von Steven Meisel für die Frühjahrskollektion von Prada fotografiert und kehrte zu den Modenschauen von Roberto Cavalli zurück. Im selben Jahr wurde sie zum Testimonial des Parfums „Dahlia Noir“ von Givenchy. Boscono war mit Riccardo Tisci zur Met Gala eingeladen. 2012 wurde sie für die Frühjahrskampagne von Missoni engagiert, während sie 2013 auf den Laufstegen von Armani, Alberta Ferretti und Dior lief. Von 2014 bis 2015 wurde sie das neue Model für Salvatore Ferragamo und kehrte auf den Laufsteg von Alberta Ferretti zurück. 2014 wurde sie von Mert und Marcus für die Frühjahrssession von Armani fotografiert.
2016 wurde Boscono für die Herbst/Winter-Kollektion von Chanel, Mugler und die Frühjahrskampagne von Stella McCartney, La Perla und Redken engagiert. 2017 wird sie das Gesicht der Herbst/Winter-Kampagnen von Bottega Veneta, Vera Wang und Oscar de la Renta. 2018 erscheint sie in der Equipment-Kollektion, der Winterkollektion von Ermanno Scervino, fotografiert von Peter Lindbergh, und der neuen Luxuskollektion von Marc Jacobs. 2019 läuft sie auf der Paris Fashion Week auf dem Chat-Way für Valentino und war Gastmodel für Karl LagerfeldxLuisaViaRoma's zum 90-jährigen Jubiläum der Boutique. Boscono war außerdem Teil einer Kampagne für Burberry in Korea und nahm an der dortigen Met Gala teil. 2020 ist sie das neue Gesicht für die Sommerkollektion von Zara und das Model für die Kollektion von Daniel Lee für Bottega Veneta.

### Theater
Am 18. Mai 2006 gab Boscono ihr Theaterdebüt als Solange in Jean Genets The Maids im Lee Strasberg Theatre and Film Institute in New York City. Zwischen 2010 und 2011 spielte sie in Imogen Kuschs Shakespeare's Women am Kolosseum in Rom, während sie 2011 in The Winter's Tale und Cymbeline, beide von Imogen Kusch, mitwirkte.